# Pasias luzonus
Pasias luzonus là một loài nhện trong họ Thomisidae.
Loài này thuộc chi Pasias. Pasias luzonus được Eugène Simon miêu tả năm 1895.